# Peter Lang (regatista, 1963)
Peter Lang (Immenstadt im Allgäu, 29 de enero de 1963) es un deportista alemán que compitió para la RFA en vela en las clases Flying Dutchman y Soling.
Ganó dos medallas en el Campeonato Mundial de Flying Dutchman, oro en 1989 y bronce en 1990, y dos medallas de bronce en el Campeonato Europeo de Flying Dutchman, en los años 1988 y 1991. Además, obtuvo una medalla de plata en el Campeonato Mundial de Soling de 1993 y una medalla de plata en el Campeonato Europeo de Soling de 1993.
Participó en dos Juegos Olímpicos de Verano, ocupando el octavo lugar en Seúl 1988 y el quinto en Barcelona 1992, en la clase Flying Dutchman.

## Palmarés internacional
| Representando a la RFA |                            |                   |                 |
| Campeonato Mundial     |                            |                   |                 |
| Año                    | Lugar                      | Medalla           | Clase           |
| 1989                   | Alassio (Italia)           | Medalla de oro    | Flying Dutchman |
| 1990                   | Newport (Estados Unidos)   | Medalla de bronce | Flying Dutchman |
| Campeonato Europeo     |                            |                   |                 |
| Año                    | Lugar                      | Medalla           | Clase           |
| 1988                   | Palma de Mallorca (España) | Medalla de bronce | Flying Dutchman |
| 1991                   | Abersoch (Reino Unido)     | Medalla de bronce | Flying Dutchman |

| Representando a Alemania |                      |                  |        |
| Campeonato Mundial       |                      |                  |        |
| Año                      | Lugar                | Medalla          | Clase  |
| 1993                     | Falero (Grecia)      | Medalla de plata | Soling |
| Campeonato Europeo       |                      |                  |        |
| Año                      | Lugar                | Medalla          | Clase  |
| 1993                     | Portorož (Eslovenia) | Medalla de plata | Soling |